# Causale structuur
In de differentiaalmeetkunde, een deelgebied van de wiskunde, en de relativiteitstheorie beschrijft de causale structuur van een lorentz-variëteit de causale relaties tussen punten in deze variëteit. 
De ruimtetijd wordt in de moderne theoretische natuurkunde en in de algemene relativiteitstheorie als een lorentz-variëteit weergegeven. De causale relaties tussen punten in de variëteit worden geïnterpreteerd als een beschrijving van welke gebeurtenissen in de ruimtetijd welke andere gebeurtenissen kunnen beïnvloeden. De minkowski-ruimtetijd is een relatief eenvoudig voorbeeld van een lorentz-variëteit. De causale relaties tussen punten in de minkowski-ruimtetijd zijn van een relatief eenvoudige vorm, aangezien de ruimte er plat is. De causale structuur van een willekeurige, eventueel gekromde lorentz-variëteit wordt gecompliceerd door de aanwezigheid van kromming. Discussies over de causale structuur van dergelijke variëteiten moeten worden geformuleerd in termen van gladde krommen die puntenparen met elkaar verbinden. De condities op de raakvectoren van de krommen definiëren dan de causale verbanden.